# Juri Alexejewitsch Wasnezow
Juri Alexejewitsch Wasnezow (russisch Ю́рий Алексе́евич Васнецо́в; geb. 22. März 1900 in Wjatka, heute Kirow; gest. 3. Mai 1973 in Leningrad, heute St. Petersburg) war ein russisch-sowjetischer Maler und Illustrator. Besonders bekannt wurde er durch die Illustration von Kinder- und Märchenbüchern.

## Leben
Waszenow studierte in den 1920er Jahren beim damals bedeutendsten Wladimir Wassiljewitsch Lebedew. Er gehörte zu den Vertretern des Kubismus. Nachdem dieser unter Stalin verpönt wurde, verlegte Waszenow seine Tätigkeit hauptsächlich auf vordergründig unpolitische Themen der Märchenwelt. Dies bot ihm die Möglichkeit, künstlerisch weiter zu experimentieren, ohne Anstoß zu erregen. Er ließ sich dabei von der russischen Volkskunst inspirieren, die er mit der Kunstauffassung der russischen Avantgarde kombinierte.
1932 wurde Wasnezow in den Leningrader Künstlerverband aufgenommen. Während der Belagerung Leningrads im Zweiten Weltkrieg wurde er nach Perm evakuiert. 1945 kehrte er nach Leningrad zurück. 1973 starb er als einer der berühmtesten Illustratoren der Sowjetunion.
Waszenow malte auch während seiner gesamten Schaffenszeit. Seine Gemälde wurden zu seinen Lebzeiten nie ausgestellt, da er Formalismusvorwürfe fürchtete.

## Auszeichnungen
Waszenow wurde für seine Tätigkeit mehrfach ausgezeichnet, u. a. als
- Verdienter Künstler der RSFSR (1946)
- Volkskünstler der RSFSR (1966)
- Staatspreis der UdSSR (1971)

## Werke (Auswahl)
- Das Regenbogentor. Russische Kinderreime. Stalling-Verlag, Oldenburg 1985, ISBN 978-3-7979-2212-0
- Juri Wasnezow: Malerei, Zeichnungen, Aquarelle, Buchgraphik, Lithographien, Bühnenbildarbeiten, Porzellan. Leningrad : Aurora-Kunstverlag 1984